# Кириленко, Дмитрий Иванович
Дмитрий Иванович Кириленко (род. 4 августа 1979, Москва) — российский хоккеист, нападающий. Мастер спорта России (2006).

## Биография
Воспитанник московского «Спартака» В 17 лет дебютировал в составе команды в чемпионате России. Три сезона провёл в ЦСКА. Быстрый, техничный с оригинальным дриблингом и хорошим видением площадки. По словам молодёжного тренера ЦСКА Игоря Тузика у него было то, что нельзя привить тренировками — обводка. Так что форвард он от Бога. Бросок бы поправить, а то совсем никудышный.
Участник юниорского чемпионата Европы 1997. В 1999 году в составе молодёжной сборной завоевал первые в истории России золотые медали чемпионата мира, соавтор победного гола Артёма Чубарова, забитого в овертайме финального матча в ворота хозяев — сборной Канады.
На драфте НХЛ 1999 года был выбран в 9 раунде под № 252 клубом «Калгари Флэймз». Сезон 2000/10 провёл в команде WCHL «Лонг-Бич Айс Догз», вошёл в сборную новичков лиги.
Вернувшись в Россию, играл за «Северсталь» (2001/02), «Крылья Советов» (2002/03), «Спартак» (2002/03 — 2003/04), СКА СПб и «Молот-Прикамье» (2004/05), «Салават Юлаев-2», «Амур», «Дизель» (2005/06).
Выступал за белорусские клубы «Химик-СКА» Новополоцк (2005/06 — 2006/07), «Неман» Гродно и «Химволокно» Могилёв (2008/09) Чемпион Латвии 2007/08 в составе «Металлурга».
По словам его агента Виктора Нечаева, раскрыть талант Кириленко помешала лень.
По окончании карьеры — индивидуальный тренер.